# Партизанське (Бурлинський район)
Партиза́нське (рос. Партизанское) — село у складі Бурлинського району Алтайського краю, Росія. Адміністративний центр Партизанської сільської ради.

## Населення
Населення — 534 особи (2010; 588 у 2002).
Національний склад (станом на 2002 рік):
- росіяни — 69 %